# ثوریر یوهان هلگاسون
ثوریر یوهان هلگاسون (انگلیسی: Þórir Jóhann Helgason؛ زادهٔ ۲۸ سپتامبر ۲۰۰۰) بازیکن فوتبال اهل ایسلند است.
از باشگاه‌هایی که در آن بازی کرده‌است می‌توان به باشگاه فوتبال فیملیکافلاخ هافنارفیوردور اشاره کرد.
وی همچنین در تیم‌های ملی فوتبال زیر ۱۸ سال، زیر ۱۹ سال، زیر ۲۱ سال، و بزرگسالان ایسلند بازی کرده‌است.